# Collegio elettorale di Quarto
Il collegio elettorale di Quarto è stato un collegio elettorale uninominale del Regno di Sardegna. Fu istituito in seguito alla riforma dei collegi elettorali insulari del regno di Sardegna del gennaio 1856, sostituendo il collegio di Cagliari III. 
Il collegio comprendeva i mandamenti di Quarto, Selargius e Sinnai. All'epoca la popolazione residente nel collegio era di circa 23.000 persone. Con l'VIII legislatura il territorio fu compreso nel collegio di Cagliari.

## Dati elettorali
Nel collegio si sarebbero dovute svolgere le votazioni dalla sesta legislatura.
Ma il collegio di Cagliari III era rimasto senza rappresentanza perché l'onorevole Gavino Fara era morto il 18 novembre 1856 e quindi si procedette a una elezione suppletiva già nel corso della V legislatura.

### V legislatura
Le votazioni si svolsero in 204 collegi uninominali a doppio turno con la normativa del 1848 (al primo turno un numero di voti maggiore di un terzo degli iscritti).
| Partito                            | Partito                            | Candidato                          | Primo turno 17 dicembre 1856 | Primo turno 17 dicembre 1856 | Ballottaggio 20 dicembre 1856 | Ballottaggio 20 dicembre 1856 |
| Partito                            | Partito                            | Candidato                          | Voti                         | %                            | Voti                          | %                             |
| ---------------------------------- | ---------------------------------- | ---------------------------------- | ---------------------------- | ---------------------------- | ----------------------------- | ----------------------------- |
|                                    | —                                  | Carlo De Candia, generale          | 66                           | 64,08                        | 59                            | 53,15                         |
|                                    | —                                  | Giovanni Meloni Baille             | 37                           | 35,92                        | 52                            | 46,85                         |
|                                    |                                    |                                    |                              |                              |                               |                               |
| Iscritti                           | Iscritti                           | Iscritti                           | 447                          | 100,00                       | 447                           | 100,00                        |
| ↳ Votanti (% su iscritti)          | ↳ Votanti (% su iscritti)          | ↳ Votanti (% su iscritti)          | 153                          | 34,23                        | 113                           | 25,28                         |
| ↳ Voti validi (% su votanti)       | ↳ Voti validi (% su votanti)       | ↳ Voti validi (% su votanti)       | 103                          | 67,32                        | 111                           | 98,23                         |
| ↳ Schede non valide (% su votanti) | ↳ Schede non valide (% su votanti) | ↳ Schede non valide (% su votanti) | 50                           | 32,68                        | 2                             | 1,77                          |
| ↳ Astenuti (% su iscritti)         | ↳ Astenuti (% su iscritti)         | ↳ Astenuti (% su iscritti)         | 294                          | 65,77                        | 334                           | 74,72                         |

Mancano gli iscritti e i votanti della sezione di Selargius, la quale non procedette alle operazioni elettorali per mancanza della lista elettorale del comune di Sestu compreso in quella sezione. La Camera annullò l'elezione il 10 gennaio 1857. Il collegio fu riconvocato.
| Partito                            | Partito                            | Candidato                          | Primo turno 5 febbraio 1857 | Primo turno 5 febbraio 1857 | Ballottaggio 11 febbraio 1857 | Ballottaggio 11 febbraio 1857 |
| Partito                            | Partito                            | Candidato                          | Voti                        | %                           | Voti                          | %                             |
| ---------------------------------- | ---------------------------------- | ---------------------------------- | --------------------------- | --------------------------- | ----------------------------- | ----------------------------- |
|                                    | —                                  | Carlo De Candia, generale          | 166                         | 90,71                       | 166                           | 84,26                         |
|                                    | —                                  | Giovanni Meloni Baille             | 17                          | 9,29                        | 31                            | 15,74                         |
|                                    |                                    |                                    |                             |                             |                               |                               |
| Iscritti                           | Iscritti                           | Iscritti                           | 756                         | 100,00                      | 756                           | 100,00                        |
| ↳ Votanti (% su iscritti)          | ↳ Votanti (% su iscritti)          | ↳ Votanti (% su iscritti)          | 198                         | 26,19                       | 199                           | 26,32                         |
| ↳ Voti validi (% su votanti)       | ↳ Voti validi (% su votanti)       | ↳ Voti validi (% su votanti)       | 183                         | 92,42                       | 197                           | 98,99                         |
| ↳ Schede non valide (% su votanti) | ↳ Schede non valide (% su votanti) | ↳ Schede non valide (% su votanti) | 15                          | 7,58                        | 2                             | 1,01                          |
| ↳ Astenuti (% su iscritti)         | ↳ Astenuti (% su iscritti)         | ↳ Astenuti (% su iscritti)         | 558                         | 73,81                       | 557                           | 73,68                         |

### VI legislatura
Le votazioni si svolsero in 204 collegi uninominali a doppio turno dopo la modifica dei collegi della Sardegna nel 1856; venne applicata la normativa del 1848 (al primo turno un numero di voti maggiore di un terzo degli iscritti).
| Partito                            | Partito                            | Candidato                          | Primo turno 15 novembre 1857 | Primo turno 15 novembre 1857 | Ballottaggio 19 novembre 1857 | Ballottaggio 19 novembre 1857 |
| Partito                            | Partito                            | Candidato                          | Voti                         | %                            | Voti                          | %                             |
| ---------------------------------- | ---------------------------------- | ---------------------------------- | ---------------------------- | ---------------------------- | ----------------------------- | ----------------------------- |
|                                    | —                                  | Giovanni Manca di Nissa            | 135                          | 70,68                        | 141                           | 57,32                         |
|                                    | —                                  | Domenico Fois                      | 56                           | 29,32                        | 105                           | 42,68                         |
|                                    |                                    |                                    |                              |                              |                               |                               |
| Iscritti                           | Iscritti                           | Iscritti                           | 847                          | 100,00                       | 847                           | 100,00                        |
| ↳ Votanti (% su iscritti)          | ↳ Votanti (% su iscritti)          | ↳ Votanti (% su iscritti)          | 299                          | 35,30                        | 254                           | 29,99                         |
| ↳ Voti validi (% su votanti)       | ↳ Voti validi (% su votanti)       | ↳ Voti validi (% su votanti)       | 191                          | 63,88                        | 246                           | 96,85                         |
| ↳ Schede non valide (% su votanti) | ↳ Schede non valide (% su votanti) | ↳ Schede non valide (% su votanti) | 108                          | 36,12                        | 8                             | 3,15                          |
| ↳ Astenuti (% su iscritti)         | ↳ Astenuti (% su iscritti)         | ↳ Astenuti (% su iscritti)         | 548                          | 64,70                        | 593                           | 70,01                         |

L'onorevole Manca si dimise il 18 gennaio 1858. Il collegio fu riconvocato.
| Partito                            | Partito                            | Candidato                          | Primo turno 18 febbraio 1858 | Primo turno 18 febbraio 1858 | Ballottaggio 22 febbraio 1858 | Ballottaggio 22 febbraio 1858 |
| Partito                            | Partito                            | Candidato                          | Voti                         | %                            | Voti                          | %                             |
| ---------------------------------- | ---------------------------------- | ---------------------------------- | ---------------------------- | ---------------------------- | ----------------------------- | ----------------------------- |
|                                    | —                                  | Ferdinando Delitala                | 106                          | 51,46                        | 201                           | 53,17                         |
|                                    | —                                  | Bernardo Falqui Pes                | 100                          | 48,54                        | 177                           | 46,83                         |
|                                    |                                    |                                    |                              |                              |                               |                               |
| Iscritti                           | Iscritti                           | Iscritti                           | 849                          | 100,00                       | 849                           | 100,00                        |
| ↳ Votanti (% su iscritti)          | ↳ Votanti (% su iscritti)          | ↳ Votanti (% su iscritti)          | 256                          | 30,15                        | 379                           | 44,64                         |
| ↳ Voti validi (% su votanti)       | ↳ Voti validi (% su votanti)       | ↳ Voti validi (% su votanti)       | 206                          | 80,47                        | 378                           | 99,74                         |
| ↳ Schede non valide (% su votanti) | ↳ Schede non valide (% su votanti) | ↳ Schede non valide (% su votanti) | 50                           | 19,53                        | 1                             | 0,26                          |
| ↳ Astenuti (% su iscritti)         | ↳ Astenuti (% su iscritti)         | ↳ Astenuti (% su iscritti)         | 593                          | 69,85                        | 470                           | 55,36                         |

L'elezione fu annullata il 9 marzo 1858 perché  l'eletto non era suddito del Regno di Sardegna. Il collegio fu riconvocato.
| Partito                            | Partito                            | Candidato                          | Primo turno 25 aprile 1858 | Primo turno 25 aprile 1858 | Ballottaggio 28 aprile 1858 | Ballottaggio 28 aprile 1858 |
| Partito                            | Partito                            | Candidato                          | Voti                       | %                          | Voti                        | %                           |
| ---------------------------------- | ---------------------------------- | ---------------------------------- | -------------------------- | -------------------------- | --------------------------- | --------------------------- |
|                                    | —                                  | Bernardo Falqui Pes                | 278                        | 70,56                      | 344                         | 83,90                       |
|                                    | —                                  | Gaetano Mearza di San Fedele       | 116                        | 29,44                      | 66                          | 16,10                       |
|                                    |                                    |                                    |                            |                            |                             |                             |
| Iscritti                           | Iscritti                           | Iscritti                           | 848                        | 100,00                     | 848                         | 100,00                      |
| ↳ Votanti (% su iscritti)          | ↳ Votanti (% su iscritti)          | ↳ Votanti (% su iscritti)          | 404                        | 47,64                      | 410                         | 48,35                       |
| ↳ Voti validi (% su votanti)       | ↳ Voti validi (% su votanti)       | ↳ Voti validi (% su votanti)       | 394                        | 97,52                      | 410                         | 100,00                      |
| ↳ Schede non valide (% su votanti) | ↳ Schede non valide (% su votanti) | ↳ Schede non valide (% su votanti) | 10                         | 2,48                       | 0                           | 0,00                        |
| ↳ Astenuti (% su iscritti)         | ↳ Astenuti (% su iscritti)         | ↳ Astenuti (% su iscritti)         | 444                        | 52,36                      | 438                         | 51,65                       |

### VII legislatura
Le votazioni si svolsero in 387 collegi uninominali a doppio turno. Come previsto dalla legge elettorale del 20 novembre 1859, era eletto al primo turno il candidato che «riunisce in suo favore più del terzo dei voti del total numero dei membri componenti il collegio e più della metà dei suffragi dati dai votanti presenti all'adunanza» (art. 91). Se nessun candidato era eletto, al ballottaggio tra i due candidati con più voti era eletto chi otteneva il maggior numero di voti (art. 92) o, in caso di ugual numero di voti, il maggiore d'età (art. 93).
| Partito                            | Partito                            | Candidato                          | Primo turno 25 marzo 1860 | Primo turno 25 marzo 1860 | Ballottaggio 29 marzo 1860 | Ballottaggio 29 marzo 1860 |
| Partito                            | Partito                            | Candidato                          | Voti                      | %                         | Voti                       | %                          |
| ---------------------------------- | ---------------------------------- | ---------------------------------- | ------------------------- | ------------------------- | -------------------------- | -------------------------- |
|                                    | —                                  | Efisio Loj                         | 152                       | 36,28                     | 307                        | 57,06                      |
|                                    | —                                  | Francesco Maria Serra              | 163                       | 38,90                     | 231                        | 42,94                      |
|                                    | —                                  | Giovanni Siotto-Pintor             | 104                       | 24,82                     |                            |                            |
|                                    |                                    |                                    |                           |                           |                            |                            |
| Iscritti                           | Iscritti                           | Iscritti                           | 1 228                     | 100,00                    | 1 228                      | 100,00                     |
| ↳ Votanti (% su iscritti)          | ↳ Votanti (% su iscritti)          | ↳ Votanti (% su iscritti)          | 491                       | 39,98                     | 545                        | 44,38                      |
| ↳ Voti validi (% su votanti)       | ↳ Voti validi (% su votanti)       | ↳ Voti validi (% su votanti)       | 419                       | 85,34                     | 538                        | 98,72                      |
| ↳ Schede non valide (% su votanti) | ↳ Schede non valide (% su votanti) | ↳ Schede non valide (% su votanti) | 72                        | 14,66                     | 7                          | 1,28                       |
| ↳ Astenuti (% su iscritti)         | ↳ Astenuti (% su iscritti)         | ↳ Astenuti (% su iscritti)         | 737                       | 60,02                     | 683                        | 55,62                      |